# Vic Mizzy
Victor Mizzy, detto Vic (New York, 9 gennaio 1916 – Los Angeles, 17 ottobre 2009), è stato un compositore statunitense di colonne sonore per il cinema e la televisione, celebre in particolare per il tema de La fattoria dei giorni felici e de La famiglia Addams.

## Biografia
Mizzy nasce a Brooklyn, New York, e frequenta l'Università di New York. Da bambino suona già la fisarmonica e il pianoforte, diventando un compositore autodidatta. Durante la seconda guerra mondiale presta servizio nella marina militare statunitense dove scrive le sue prime canzoni.
Nei tardi anni trenta, Mizzy, sempre abitando a New York, compone una serie di canzoni popolari. Tra queste vi sono: la hit di Doris Day del 1945 My Dreams Are Getting Better All the Time; There's a Faraway Look in Your Eye e Three Little Sisters, scritte assieme al paroliere Irving Taylor, la seconda delle quali cantata dalle Andrews Sisters su dischi Decca e nel film Private Buckaroo, nel quale le sorelle appaiono accompagnate dall'orchestra di Harry James; Take It Easy, sempre con Taylor; Pretty Kitty Blue Eyes; The Whole World Is Singing My Song; Choo'n Gum, registrata dalle Andrews Sisters e da Teresa Brewer; The Jones Boy, hit dei Mills Brothers del 1953; With a Hey and a Hi and a Ho-Ho-Ho.
Nel 1959 inizia a lavorare per la televisione, componendo le musiche per Shirley Temple's Storybook e i temi per Moment of Fear, La valle dell'oro (Klondike) e Il ragazzo di Hong Kong (Kentucky Jones). Durante gli anni sessanta compone temi e colonne sonore per spettacoli di punta quali La fattoria dei giorni felici (Green Acres) e La famiglia Addams (The Addams Family), così come per altre sitcom, comprese I Pruitts (The Pruitts of Southampton), La doppia vita di Henry Phyfe (The Double Life of Henry Phyfe),  Capitan Nice (Captain Nice), The Don Rickles Show e Temperatures Rising. Scrive le colonne sonore dei film con protagonista Don Knotts Sette giorni di fifa (The Ghost and Mr. Chicken, 1966), The Reluctant Astronaut (1967), The Shakiest Gun in the West (1968), The Love God? (1969) e How to Frame a Figg (1971), pubblicate su CD in allegato al DVD.
Vic Mizzy ha inoltre composto colonne sonore per i film di William Castle Passi nella notte (The Night Walker, 1964), Un vestito per un cadavere (The Busy Body, 1967) e Il fantasma ci sta (The Spirit Is Willing, 1967), così come per altri film come Una ragazza da sedurre (A Very Special Favor, 1965), Il carnevale dei ladri (The Caper of the Golden Bulls, 1967), Piano, piano non t'agitare! (Don't Make Waves, 1967), I pericoli di Paolina (The Perils of Pauline, 1967) e Did You Hear the One About the Traveling Saleslady? (1968). Ha poi composto musica di sottofondo per le serie televisive Richard Boone (The Richard Boone Show) e Quincy (Quincy, M.E.), così come per film televisivi come The Deadly Hunt (1971), Hurricane (1974) e Terror on the 40th Floor (1974). Ha infine lavorato con Sam Raimi per le musiche di Spider-Man 2 e Spider-Man 3.
Mizzy ha riscritto e diretto The Addams Family Theme, con una melodia leggermente differente per il film per la televisione del 1977 Halloween con la famiglia Addams (Halloween with the New Addams Family), che ha riunito il cast delle serie televisiva originale.
Vic Mizzy è morto nella sua casa a Bel Air, a Los Angeles, il 17 ottobre 2009 all'età di 93 anni a causa di un'insufficienza cardiaca. È stato seppellito all'Eden Memorial Park di Mission Hills, Los Angeles.

### Vita privata
Vic Mizzy ha avuto due figlie dalla prima moglie Mary Small, che negli anni trenta è stata una cantante bambina conosciuta con il soprannome "The Little Girl With The Big Voice" ed è rimasta popolare, soprattutto alla radio, fino agli anni cinquanta. Una delle figlie, Patty Keeler, cantante e compositrice, spesso ha lavorato con il musicista Doc Pomus. Una delle figlie è morta nel 1995, un'altra figlia gli è sopravvissuta.

## Discografia parziale

### Album
- 1964 - The Night Walker
- 1965 - Original Music from The Addams Family
- 1966 - The Ghost And Mr. Chicken
- 1967 - Don't Make Waves
- 1967 - The Caper Of The Golden Bulls
- 1967 - The Spirit Is Willing
- 1967 - The Busy Body
- 1967 - The Reluctant Astronaut
- 1968 - The Shakiest Gun In The West

### Singoli
- 1964 - Main Theme The Addams Family (come Vic Mizzy, his Orchestra and Chorus)